# Загальнодоступні телекомунікаційні послуги
Загальнодоступні (універсальні) телекомунікаційні послуги — мінімальний набір послуг нормованої якості, доступний усім споживачам на всій території України.
Згідно із законом «Про телекомунікації» до загальнодоступних телекомунікаційних послуг належать послуги підключення кінцевого обладнання споживача до телекомунікаційних мереж фіксованого зв'язку загального користування (універсальний доступ), послуги фіксованого телефонного зв'язку в межах зони нумерації (місцевий телефонний зв'язок), а також виклик служб екстреної допомоги, послуги довідкових служб і зв'язку за допомогою таксофонів.
Загальнодоступні телекомунікаційні послуги можуть надаватися з використанням технологій проводового та/або безпроводового доступу.